# امیررضا اسلام‌طلب
امیررضا اسلام‌طلب (زادهٔ ۱۰ بهمن ۱۳۸۱) بازیکن فوتبال اهل ایران است که در پست هافبک برای باشگاه فوتبال چادرملو اردکان در لیگ برتر خلیج فارس بازی می‌کند.